# 朱利葉斯·斯特林·莫頓
朱利葉斯·斯特林·莫頓（英語：Julius Sterling Morton，1832年4月22日—1902年4月27日）為內布拉斯加州《保守報》的編輯，曾擔任美國總統格羅弗·克里夫蘭的農業部長。作為著名的波旁民主黨人，他在政治、經濟和社會問題上採取保守立場並反對農業主義，他於1872年創辦的植樹節為最顯著的成就之一。

## 早年生活
朱利葉斯·斯特林·莫頓出生於1832年4月22日的紐約州傑斐遜亞當斯，他的父母朱利葉斯·杜威·莫頓（Julius Dewey Morton）和艾米琳·斯特林·莫頓（Emeline Sterling Morton）經營著一家雜貨店。 1834年，他的父母和祖父阿布納·莫頓（Abner Morton），搬到了底特律南部伊利湖畔的門羅，其中莫頓的祖父和叔叔愛德華·莫頓（Edward Morton）在那裡經營一家報社；十四歲時莫頓的父母將他送到了位於門羅西北約100英里（160公里）處密西根州阿爾比恩的衛斯理神學院。
1850年莫頓就讀於密西根大學安娜堡分校，在他大三的時候試圖出版了《半島季刊》和《大學雜誌》，然而在曇花一現的發行後便休刊，同時他也是Chi Phi兄弟會的活躍成員，並反對教職員工對此類秘密社團的查禁。
1854年5月在莫頓即將畢業的六週前，大學董事會解雇了廣受歡迎的醫學系主任J·亞當斯·艾倫（J. Adams Allen）教授；當天晚上莫頓在艾倫教授朋友和崇拜者的一次群眾大會上發表演說，抗議解僱艾倫教授以及大學方採取其他專制的措施。第二天，莫頓被大學以過度缺勤和普遍不注意他作為學生的職責為由退學，然而此舉引發了學生團體和全州的抗議；在簽署包含眾多條件的聲明後，他恢復了大學學籍並稱如果對他的指控屬實，那麼他的退學是有道理的。然而重新入學並沒有持續太久，大學校長亨利·菲利普·塔潘（Henry Philip Tappan）便對莫頓的聲明進行修改，使得莫頓在聲明中低頭承認自身之錯誤；莫頓寫了一封給《底特律自由報》的信中，他撤回了最初的聲明，宣稱他沒有“...卑鄙地請願、懇請並哀求教職員工的憐憫，為了...在死羊外皮上划痕著拉丁文...”，此舉造成他被重新退學，並且不被允許與他的班級一起畢業。在1856年，他被由斯克內克塔迪聯合學院授予榮譽文學士學位，1858年密西根大學安娜堡分校撤銷了對他的處分並授予他文憑。

## 內布拉斯加時期

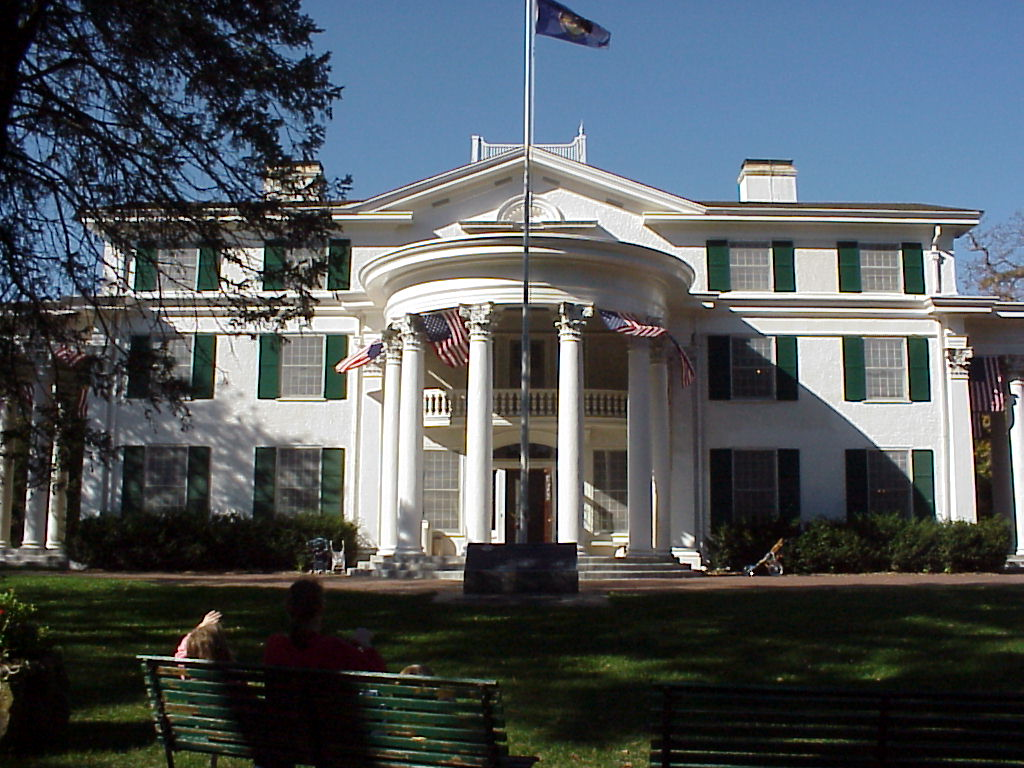
現已成為內布拉斯加州立喬木小屋歷史公園及植物園的莫頓宅邸和莊園

1854年秋天，朱利葉斯·斯特林·莫頓迎娶了海勒姆·喬伊（Hiram Joy）及卡羅琳·海登（Caroline Hayden）之女卡羅琳·喬伊·弗蘭奇（Caroline Joy French）為妻，並搬家至內布拉斯加領地。隔年莫頓於內布拉斯加城購買了160英畝的土地，並在到達此處後不久成為當地《內布拉斯加城新聞通訊社》的編輯。莫頓於1855至1856年內曾在內布拉斯加領地眾議院短暫任職；1858年7月12日，他獲得詹姆斯·布坎南總統任命為內布拉斯加領地務卿並直到1861年由末任領地務卿阿爾傑農·帕多克接任為止，並於1858年12月5日至1859年5月2日及1861年2月24日至1861年3月6日期間兼任內布拉斯加領地代理總督。
1860年，莫頓參選了內布拉斯加領地的眾議院代表，最初以14票當選並由總督頒發當選證書，但在7個月後即他的任期開始兩個月後，總督轉而向他的對手塞繆爾·戈登·戴利頒發當選證書。並經過眾議院辯論後，決定由戴利宣誓就職而不是原先當選的莫頓；此後莫頓對該結果提出異議，並指出總督秘密簽發第二份證書，且未經遊說員委員會（Board of Canvassers）同意及沒核蓋蓋適當的印章，莫頓的支持者更宣稱戴利的證書是偽造的，但由於眾議院已經決定將席位讓予戴利而不對其提起訴訟。之後在眾議院對選舉結果的審查中將許多選票以選民來自領地外、該郡尚未進行建制、沒有發佈選舉的法律聲明、選民投票投錯選區為由作廢，其中以莫頓的選票為多數，最後戴利以150票的優勢勝選。
莫頓於內布拉斯加城建造了一座擁有30個房間的宅邸，而他的兒子喬伊進一步將其擴建為52個房間的宅邸，該建築外觀與白宮相似，現今位處於內布拉斯加城的州立喬木小屋歷史公園及植物園內。由於莫頓對樹木的沉迷，使得他在莊園的周圍種植了許多稀有品種和作為傳家寶的蘋果樹；並且作為一位受人尊敬的農業學家，莫頓試圖指導人們了解現代農業和林業技術，其中以創立植樹節為他最重要的成就之一。且因他支持奴隸制和強烈反對砍伐健康樹木作為聖誕樹而聲名遠播，而莫頓在政治、農業和文學方面的活動使他在內布拉斯加成為眾所周知的人物。1893年3月7日，格羅弗·克里夫蘭總統任命莫頓為美國農業部長，而他因幫助將該部門轉變成為農民提供協調服務的機構而備受讚譽，並支持格羅弗·克里夫蘭建立國家森林保護區。

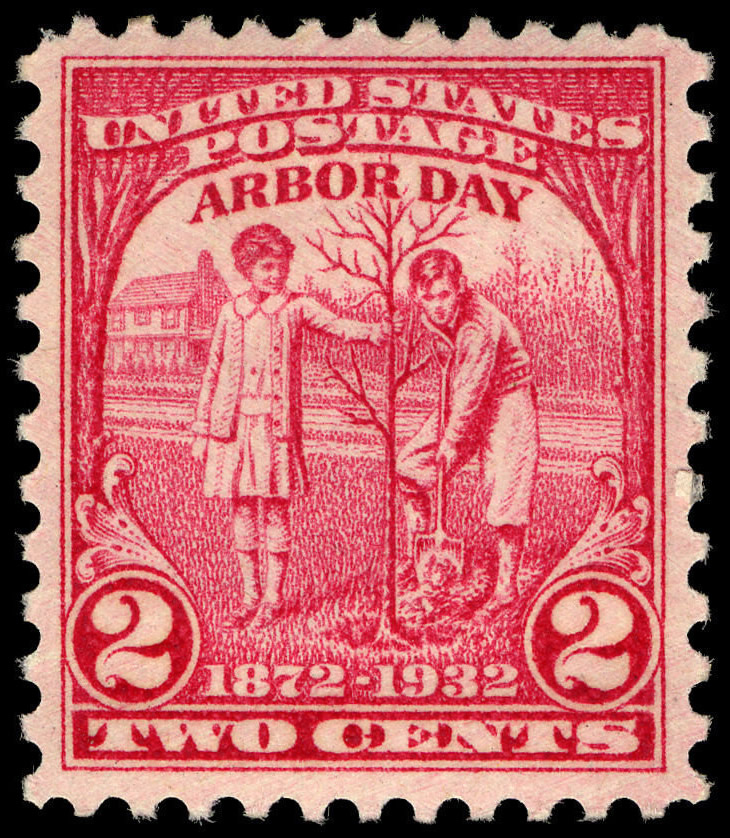
為紀念朱利葉斯·斯特林·莫頓誕辰100週年而發行的植樹節紀念郵票

1897年，莫頓計劃並開始編輯多卷內容的《內布拉斯加州歷史插圖》（Illustrated History of Nebraska），同時他亦開始出版《保守報》（The Conservative）。1902年4月27日，莫頓於伊利諾州的萊克福雷斯特去世，當時他正在那裡進行治療，而他的妻子卡羅琳已於1881年6月去世；位在內布拉斯加城的莫頓宅邸和莊園現已成為州立喬木小屋歷史公園及植物園。 
1937年，內布拉斯加州向美國國會大廈國家雕塑展覽館捐贈並展覽莫頓雕像，同時莫頓亦成為了內布拉斯加州名人堂的一員。75號美國國道和2號內布拉斯加州州道於內布拉斯加城附近的路段更被稱作朱利葉斯·斯特林·莫頓環城公路（J. Sterling Morton Beltway），同時以他的名字命名還有莫頓社區學院、內布拉斯加州奧馬哈的朱利葉斯·斯特林·莫頓磁鐵初級中學（J. Sterling Morton Magnet Middle School），以及位在伊利諾州西塞羅和貝溫的201號朱利葉斯·斯特林·莫頓高中學區。
他的兒子喬伊·莫頓為伊利諾州芝加哥莫頓鹽業公司的創始人，1922年喬伊·莫頓還在伊利諾州萊爾創立了莫頓林園。如今，喬伊·莫頓於1910年收購佔地400英畝（1.6平方公里）的康山莊園（Thornhill Estate）已被改造成佔地1,700英畝（6.9平方公里）的生活歷史博物館，並擁有4,000多種不同類型的喬木、灌木和其他木本植物。
儘管莫頓是波旁民主黨（保守派民主黨）人，但他的兒子保羅·莫頓於1904年至1905年期間在進步派共和黨人西奧多·羅斯福總統的任命下擔任美國海軍部長。